# Landespsychotherapeutenkammer Rheinland-Pfalz
Die Landespsychotherapeutenkammer Rheinland-Pfalz ist die Psychotherapeutenkammer für das Bundesland Rheinland-Pfalz. Sie ist eine Körperschaft des öffentlichen Rechts mit Sitz in der Diether-von-Isenburg-Straße in Mainz. Die Kammer wurde 2002 gegründet und ist die berufsständische Vertretung von rund 2600 Psychologischen Psychotherapeuten (PP) und Kinder- und Jugendlichenpsychotherapeuten (KJP), die in Rheinland-Pfalz tätig sind.
Gemeinsam mit elf anderen Landeskammern ist die Landespsychotherapeutenkammer Rheinland-Pfalz in der Arbeitsgemeinschaft Bundespsychotherapeutenkammer (BPtK) organisiert.

## Rechtsgrundlage
Psychologische Psychotherapeuten und Kinder- und Jugendlichenpsychotherapeuten, die in Rheinland-Pfalz ihren Beruf ausüben, sind Pflichtmitglieder der Kammer. Daneben ist auch eine freiwillige Mitgliedschaft möglich, unter anderem für Psychotherapeuten in Ausbildung.
Die Landespsychotherapeutenkammer Rheinland-Pfalz zählt zu den Heilberufekammern und ist eine Körperschaft des öffentlichen Rechts in Selbstverwaltung. Der Gesetzgeber hat also die Umsetzung von gesetzlich geregelten Aufgaben an die Kammer delegiert, damit die Angehörigen dieser Berufsgruppe fachkundig selbst im gesetzlichen Rahmen die für sie wichtigen Bestimmungen erarbeiten und beschließen können. Da das Gesundheitswesen nach dem Grundgesetz zu den Aufgaben der Länder gehört, ist dabei primär Landesrecht umzusetzen. Die zentrale Rechtsquelle ist das Heilberufsgesetz Rheinland-Pfalz.

## Aufgaben
Das Heilberufsgesetz Rheinland-Pfalz schreibt der Landespsychotherapeutenkammer die Wahrnehmung der beruflichen, wirtschaftlichen und sozialen Belange ihrer Mitglieder als Aufgabe zu. Da die heilkundliche Psychotherapie Teil des öffentlichen Gesundheitswesens ist, hat der Gesetzgeber der Kammer gleichzeitig aufgetragen, die Berufsausübung zu regeln. Aufgabe der Kammer ist es somit, qualitätssichernde Maßnahmen für die Mitglieder verbindlich festzulegen und denjenigen Mitgliedern, die sich nicht an die Berufsordnung halten, je nach Art der Verfehlung eine Rüge zu erteilen, ein Ordnungsgeld aufzuerlegen oder sogar ein Verfahren beim Heilberufsgericht einzuleiten.
Um ihren Aufgaben gerecht werden zu können, hat die Kammer verschiedene Satzungen erlassen. Die Hauptsatzung enthält die zentralen Regelungen und legt als Aufgaben der Kammer unter anderem fest:
- für die Wahrung des Ansehens der Berufsstandes einzutreten,
- für ein kollegiales Verhältnis der Kammermitglieder untereinander und zu Mitgliedern anderer Kammern zu sorgen, sowie auf eine Kooperation mit Angehörigen sonstiger Gesundheitsberufe hinzuwirken,
- die Berufsausübung der Kammermitglieder zu regeln und Beratungen in berufsfachlichen und allgemeinen berufsrechtlichen Fragen anzubieten,
- die Einhaltung der Berufspflichten der Kammermitglieder zu überwachen,
- öffentliche Stellen zu beraten und zu unterstützen sowie Sachverständige zu benennen,
- die Aufsichtsbehörden über für den Berufsstand bedeutsame Vorkommnisse in Berufsausübung und Berufsaufsicht zu informieren,
- die berufliche Fort- und Weiterbildung der Kammermitglieder zu regeln und zu fördern,
- im Rahmen ihrer Zuständigkeit Belange der Qualitätssicherung wahrzunehmen,
- an die Kammermitglieder Heilberufsausweise auszugeben und ihnen sonstige Bescheinigungen auszustellen,
- die mit der gesundheitlichen Versorgung der Bevölkerung im Zusammenhang stehenden präventiven, kurativen und rehabilitativen Einrichtungen des Berufsstandes zu fördern,
- die Alters-, Invaliden- und Hinterbliebenenversorgung der Kammermitglieder zu regeln,
- an der Aus- und Fortbildung von sonstigen in der Gesundheitsversorgung Tätigen mitzuwirken,
- Bedarfsplanungsfragen aufzugreifen.

## Organisation
Die Basis für die Erfüllung der gesetzlichen Aufgaben hat der Gesetzgeber im Heilberufsgesetz festgelegt. Er hat bestimmt, dass die Kammer zwei Organe hat: die Vertreterversammlung und den Vorstand. Der Vorsitzende der Vertreterversammlung ist der Präsident der Kammer.

### Vertreterversammlung
Die Vertreterversammlung muss aus 25 Mitgliedern bestehen. Darunter müssen mindestens drei aus der Berufsgruppe der Kinder- und Jugendlichenpsychotherapeuten sein. Die Mitglieder der Vertreterversammlung werden von den Kammermitgliedern in freier, gleicher, geheimer, unmittelbarer und schriftlicher Wahl für eine Amtszeit von fünf Jahren gewählt.
Die Vertreterversammlung beschließt insbesondere über:
- die Satzungen der Kammer,
- die Geschäftsordnung der Vertreterversammlung,
- die Wahl der Mitglieder des Vorstands,
- den Haushaltsplan,
- die Zustimmung zur Leistung über- und außerplanmäßiger Ausgaben,
- den Jahresabschluss und die Entlastung des Vorstandes,
- die Vorschläge für die ehrenamtlichen Richterinnen und Richter der Berufsgerichte,
- die Bildung von Fachausschüssen und des Schlichtungsausschusses und die Wahl der Ausschussmitglieder,
- die Versorgungseinrichtungen und sonstige soziale Einrichtungen,
- Maßnahmen der Qualitätssicherung,
- die Wahl der Delegierten für den Deutschen Psychotherapeutentag (DPT).

### Vorstand
Der Vorstand besteht aus dem Präsidenten, einem Vizepräsidenten und grundsätzlich einem Beisitzer. Die Vertreterversammlung kann zusätzlich bis zu zwei weitere Beisitzer in den Vorstand wählen. Mindestens ein Mitglied des Vorstandes muss ein Kinder- und Jugendlichenpsychotherapeut sein. Angestellte oder Beamtete und Niedergelassene sollen im Vorstand mit jeweils mindestens einem Mitglied vertreten sein Die Vorstandsmitglieder werden einzeln in geheimer Wahl für fünf Jahre gewählt. Der Vorstand erfüllt die Aufgaben der Kammer, soweit sie nicht der Vertreterversammlung vorbehalten sind.
Der aktuelle Vorstand besteht aus: Sabine Maur (Präsidentin), Andrea Benecke (Vizepräsidentin), Ulrich Bestle (Beisitzer) und Peter Andreas Staub (Beisitzer).

### Ausschüsse
Gemäß der Hauptsatzung gibt es folgende ständige Ausschüsse:
- Ausschuss für Haushalt, Finanzen und Beiträge,
- Ausschuss für Fortbildung und Qualitätssicherung,
- Ausschuss für Aus- und Weiterbildung.

Die Vertreterversammlung kann zusätzlich die Einrichtung weiterer Ausschüsse beschließen und deren Aufgaben und Befugnisse festlegen. Wählbar zu den Ausschüssen sind alle Kammermitglieder. Die Ausschüsse können im Einvernehmen mit dem Vorstand zu ihrer Beratung Sachverständige hinzuziehen. In den ständigen Ausschüssen soll mindestens ein Kinder- und Jugendlichenpsychotherapeut vertreten sein.

### Geschäftsführer und Geschäftsstelle
Der Vorstand bestellt einen Geschäftsführer, der die laufenden Verwaltungsgeschäfte der Kammer führt. Die Geschäftsführung setzt mit Unterstützung der Mitarbeiter der Geschäftsstelle die Aufgaben der Kammer um. Sie unterliegt den Weisungen des Vorstandes und führt die Beschlüsse des Vorstandes und der Vertreterversammlung aus.
Die Geschäftsstelle ist die erste Anlaufstelle für alle Neumitglieder und berät die Mitglieder, soweit es sich um allgemeine Fragen des Berufsstandes und -rechts handelt. Gleichzeitig ist sie die Stelle, die allen Gremien zuarbeitet, die Kontakte zu den Ministerien und anderen gesundheitspolitischen Akteuren pflegt, sowie die Abstimmungen mit anderen Kammern über gemeinsame Themen. Die Prüfung der Fortbildungsbelege obliegt ihr genauso wie die Bearbeitung berufsrechtlicher Anfragen und Patientenbeschwerden, die Verwaltung der Mitgliedsakten, die Organisation von Fortbildungsveranstaltung und die Öffentlichkeitsarbeit. Damit dies alles geleistet werden kann, erstellt sie auch die Beitragsbescheide und zieht die Beiträge ein.

## Geschichte
Die Geschichte der Landespsychotherapeutenkammer Rheinland-Pfalz begann mit dem Inkrafttreten des Psychotherapeutengesetzes (PsychThG), das seit 1999 in Deutschland die Ausübung der Psychotherapie durch Psychologische Psychotherapeuten und die Kinder- und Jugendlichenpsychotherapeuten regelt. Durch das Psychotherapeutengesetz wurden die Berufe des Psychologischen Psychotherapeuten und des Kinder- und Jugendlichenpsychotherapeuten anerkannt und als eigenständige akademische Heilberufe geschützt. Damit wurden Psychologischen Psychotherapeuten und Kinder- und Jugendlichenpsychotherapeuten rechtlich den ärztlichen Psychotherapeuten gleichgestellt.
Im Jahr 2001 wurde dieser Schritt auch im Heilberufsgesetz Rheinland-Pfalz berufsrechtlich verankert. Die entsprechenden Änderungen des Heilberufsgesetzes traten am 1. März in Kraft. Am 30. Mai wurde in der konstituierenden Sitzung des Gründungsausschusses die Geschäftsordnung für die neu entstehende Landespsychotherapeutenkammer Rheinland-Pfalz beschlossen. Im Dezember 2001 wurde durch die ersten Wahlen zur Vertreterversammlung eine demokratische Selbstverwaltung aufgebaut. Am 1. Januar 2002 wurde die Landespsychotherapeutenkammer Rheinland-Pfalz offiziell errichtet. Die Vertreterversammlung trat am 26. Januar 2002 zu ihrer konstituierenden Sitzung zusammen und wählte den ersten Kammervorstand. Erster Präsident der Landespsychotherapeutenkammer war Alfred Kappauf, niedergelassener Psychologischer Psychotherapeut und Kinder- und Jugendlichenpsychotherapeut.